# Gábor Hatos
Gábor Hatos (* 13. října 1983 Eger) je bývalý maďarský zápasník–volnostylař, bronzový olympijský medailista z roku 2012.

## Sportovní kariéra
Vyrůstal v obci Vép nedaleko Szombathely. Zápasení se věnoval od 12 let. V klubu Haladás v Szombathely se specializoval na volný styl pod vedením Istvána Veréba staršího. V maďarské mužské reprezentaci se pohyboval od roku 2003 ve váze do 74 kg jako reprezentační dvojka za Árpádem Ritterem. V roce 2004 však startoval na olympijských hrách v Athénách ve váze do 66 kg na místo Gergő Szabóa, který si procházel složitým životním obdobím. V Athénách nepostoupil ze základní skupiny, když rozhodující zápas prohrál s Turkem Ömerem Çubukçuem 1:3 na technické body.
V roce 2007 se sedmým místem na mistrovství světa v Baku kvalifikoval na olympijské hry v Pekingu. Tam však nakonec nestartoval. V přípravě, těsně před olympijskými hrami dostal zánět ušní ochrustovice (karfiol) a musel přepustit místo svému sparingpartnerovi Istvánu Verébu mladšímu.
V roce 2012 se druhým místem na dubnové 1. světové olympijské kvalifikaci v Tchaj-jüan kvalifikoval na olympijské hry v Londýně. V Londýně vrátil ve čtvrtfinále porážku z minulého mistrovství světa v Istanbulu reprezentantu Kazachstánu Abdulchakimu Šapijevovi v poměru 2:0 na sety. V semifinále však prohrál s Íráncem Sádegem Gúdarzím jednoznačně 0:2 na sety. V souboji o třetí místo nastoupil proti reprezentantu Uzbekistánu Soslanu Tydžytymu. Zápas prohrál 0:2 na sety a obsadil dělené páté místo. V listopadu téhož roku byl však Tydžyty diskvalifikován za doping a dostal s opožděním bronzovou olympijskou medaili.
Od roku 2015 startoval ve váze do 86 kg a zápasení se věnoval pro radost na klubové úrovni. V roce 2018 se však připravil na domácí mistrovství světa v Budapešti, kde ve váze do 92 kg nepostoupil do bojů a o medaile. Vzápětí ukončil sportovní kariéru. Věnuje se trenérské práci.

## Výsledky
| Turnaj             | 1998 | 1999 | 2000 | 2001 | 2002 | 2003 | 2004 | 2005 | 2006 | 2007 | 2008 | 2009 | 2010 | 2011 | 2012 | 2013 | 2014 | 2015 | 2016 | 2017 | 2018 |  |
| Turnaj             | 15   | 16   | 17   | 18   | 19   | 20   | 21   | 22   | 23   | 24   | 25   | 26   | 27   | 28   | 29   | 30   | 31   | 32   | 33   | 34   | 35   |  |
| Turnaj             | -69  | -69  | -69  | -69  | -74  | -74  | -74  | -74  | -74  | -74  | -74  | -74  | -74  | -74  | -74  | -74  | -74  | -86  | -86  | -86  | -92  |  |
| ------------------ | ---- | ---- | ---- | ---- | ---- | ---- | ---- | ---- | ---- | ---- | ---- | ---- | ---- | ---- | ---- | ---- | ---- | ---- | ---- | ---- | ---- |  |
| Olympijské hry     |      |      |      |      |      |      | úč.  |      |      |      | DNS  |      |      |      | 3.   |      |      |      | —    |      |      |  |
| Mistrovství světa  |      |      |      | —    | —    | —    |      | úč.  | úč.  | 7.   |      | úč.  | 3.   | úč.  |      | úč.  | úč.  | —    |      | —    | úč.  |  |
| Evropské hry       |      |      |      |      |      |      |      |      |      |      |      |      |      |      |      |      |      | —    |      |      |      |  |
| Mistrovství Evropy | —    | —    | —    | úč.  | —    | —    | úč.  | úč.  | 3.   | úč.  | úč.  | 7.   | úč.  | 3.   | 3.   | 2.   | —    | —    | —    | —    | —    |  |
| MS juniorů         | —    | —    | —    | úč.  |      | 3.   |      |      |      |      |      |      |      |      |      |      |      |      |      |      |      |  |
| ME juniorů         | —    | —    | úč.  |      | 8.   |      |      |      |      |      |      |      |      |      |      |      |      |      |      |      |      |  |
| MS dorostenců      | úč.  | úč.  |      |      |      |      |      |      |      |      |      |      |      |      |      |      |      |      |      |      |      |  |
| ME dorostenců      |      |      | 5.   |      |      |      |      |      |      |      |      |      |      |      |      |      |      |      |      |      |      |  |